# 未来への招待状
『未来への招待状』（原題：Look into the Future）は、アメリカのロック・バンド、ジャーニーが1976年に発表した2作目のスタジオ・アルバム。

## 解説
ジョージ・ティックナーの脱退を経て、4人編成で録音された。ただし、「ユア・オン・ユア・オウン」と「アイム・ゴナ・リーヴ・ユー」は、ティックナーも曲作りに関与している。本作にはインストゥルメンタルは収録されず、全曲でグレッグ・ローリーがリード・ボーカルを担当した。「イッツ・オール・トゥ・マッチ」はビートルズのカヴァーで、当時のライヴのオープニングでも演奏されていた。
音楽評論家のStephen Thomas Erlewineはオールミュージックにおいて「本質には前作の繰り返しで、前作よりも焦点が絞られてインストゥルメンタル・セクションも向上しているものの、やはり強力な曲が欠けており、良質なジャズ・ロックとして機能するには少々方向性が定まっていない」と評している。
日本のオリコンLPチャートでは58位を記録するが、その後日本では、5作目の『エヴォリューション』（1979年）が70位に達するまでトップ100から遠ざかる。

## 収録曲
1. サタディ・ナイト - "On a Saturday Nite" (Gregg Rolie) - 4:01
2. イッツ・オール・トゥ・マッチ - "It's All Too Much" (George Harrison) - 4:06
3. エニウェイ - "Anyway" (G. Rolie) - 4:12
4. シー・メイクス・ミー - "She Makes Me (Feel Alright)" (G. Rolie, Neal Schon, Alex Cash) - 3:12
5. ユア・オン・ユア・オウン - "You're on Your Own" (N. Schon, G. Rolie, George Tickner) - 5:55
6. 未来への招待状 - "Look into the Future" (N. Schon, G. Rolie, Diane Valory) - 8:12
7. ミッドナイト・ドリーマー - "Midnight Dreamer" (N. Schon, G. Rolie) - 5:13
8. アイム・ゴナ・リーヴ・ユー - "I'm Gonna Leave You" (N. Schon, G. Rolie, G. Tickner) - 7:01

## 参加ミュージシャン
- グレッグ・ローリー - ボーカル、キーボード
- ニール・ショーン - ギター、バッキング・ボーカル
- ロス・ヴァロリー - ベース、ピアノ、バッキング・ボーカル
- エインズレー・ダンバー - ドラムス